# Eberhard Dennert
Eberhard Gustav Heinrich Nathanael Dennert (ur. 31 sierpnia 1861 w Poczerninie; zm. 18 czerwca 1942 w Bad Godesberg) – niemiecki przyrodoznawca, filozof, nauczyciel oraz założyciel Związku Keplera (Keplerbund).

## Rodzina
Jego ojciec, Ludwig, był synem rzeźnika Christopha Heinricha Dennerta ze Stargardu. Pełnił urząd pastora kościoła w Poczerninie, a wcześniej sprawował pieczę nad stargardzką szkołą dla panien. Z kolei matka, Anna, była córką Johanna Gustava Gottlieba Büschinga, profesora Uniwersytetu Wrocławskiego. Z żoną Minną miał dwie córki i dwóch synów, wśród nich Wolfganga (ur. 1898), biologa i psychologa.

## Życiorys
Dennert uczęszczał do gimnazjum realnego w Lippstadt, gdzie jednym z jego nauczycieli był Hermann Müller. Następnie do 1894 studiował przyrodoznawstwo w Bonn i Marburgu. Podczas studiów wstąpił do chrześcijańskiej korporacji akademickiej Wingolfsbund W 1885 zdał egzamin państwowy i rozpoczął pracę jako asystent Alberta Wiganda.
Od roku 1889 do 1908 Eberhard Dennert pracował jako nauczyciel w pedagogium ewangelickim w Godesbergu. W 1907 roku założył we Frankfurcie nad Menem Keplerbund (niem. Związek Keplera) z siedzibą w Bad Godesbergu. Związek miał na celu zwalczanie darwinistycznej teorii ewolucji oraz materialistycznego monizmu. Był organizacją zrzeszającą chrześcijańskich (ewangelickich) przyrodoznawców, którzy stawiali się w opozycji do Ligi Monistów Niemieckich założonej w 1906 roku przez Ernsta Haeckela. Dennert utrzymywał bliskie kontakty z chrześcijańskimi naukowcami takimi jak Johannes Reinke i Erich Wasmann.

## Dzieła
Dennert był bardzo płodnym autorem – wydał 94 książki, które osiągnęły łączny nakład ponad 300 tys. egzemplarzy, ponad 3 tys. pism ulotnych i artykułów w czasopismach. Ponadto wydawał 4 czasopisma. Ważniejsze z jego dzieł to:
- Vergleichende Pflanzenmorphologie, 1894;
- Vom Sterbelager des Darwinismus, 1903;
- Werner Stauf, der Monist, 1914 (powieść, pod pseudonimem Gustav Hein);
- Sklave oder Herr? Der Weg zur persönl. u. völk. Wiedergeburt, 1921;
- Vom Untergang der Kulturen zum Aufstieg der Menschheit, 1921;
- Der Staat als lebendiger Organismus, 1922;
- Vom Untergang der Kulturen zum Aufstieg der Menschheit, 1923;
- Das geistige Erwachen des Urmenschen, 1929;
- Die Krisis der Gegenwart und die kommende Kultur. 1929;
- Hindurch zum Licht!, 1937.

Od 1903 do 1910 był wydawcą czasopisma „Glaube und Wissen”, a od 1909 do 1920 wydawał „Unsere Welt”.